# Petsor
Petsor är en ö nära Högsar i Nagu i sydvästra Finland. Den är belägen i Pargas stad i den ekonomiska regionen Åboland och landskapet Egentliga Finland. Ön ligger omkring 3 kilometer sydväst om Högsar, omkring 9 kilometer sydväst om Nagu kyrka, 44 kilometer sydväst om Åbo och 170 km väster om Helsingfors. Närmaste allmänna förbindelse är förbindelsebryggan vid Mattnäs som trafikeras av M/S Cheri.
Inlandsklimat råder i trakten. Årsmedeltemperaturen i trakten är 5 °C. Den varmaste månaden är augusti, då medeltemperaturen är 16 °C, och den kallaste är januari, med −6 °C.